# Jesús Muñoz
Jesús Muñoz Calonge (Mota del Cuervo, 1º gennaio 1976) è un allenatore di calcio ed ex calciatore spagnolo, di ruolo centrocampista.

## Carriera
Nel 1992 entrò nelle giovanili dell'Albacete Balompié e nel 2004 venne aggregato alla prima squadra.
Il 2 settembre 1995 esordì in Primera División in una partita persa 3-0 in casa dello Sporting Gijón. Nella stagione 1995-1996 giocò 35 partite, ricevendo sei ammonizioni e un'espulsione. L'Albacete retrocesse in Segunda División e Muñoz restò per altre cinque stagioni.
Nel 2000 passò all'Atlético Madrid, appena retrocesso in Segunda División. Giocò 12 partite senza segnare e la squadra della capitale spagnola ottenne la promozione in Primera División arrivando al primo posto in campionato.
Muñoz fu acquistato dal Deportivo de la Coruña che lo cedette in prestito al Real Saragozza, in Segunda División. Il paraguaiano Roberto Acuña invece si trasferì dal Real Saragozza al Deportivo.
Muñoz restò in Aragona per due stagioni. Nella prima ottenne la promozione e nella seconda vinse la Coppa del Re.
Nel 2004 fu ceduto per una stagione in prestito al Terrassa FC, in Segunda División. Giocò 34 partite e la squadra retrocesse.
Finito il campionato entrò a far parte della squadra del Deportivo, con cui collezionò una presenza nella stagione 2005-2006. Giocò per 16 minuti contro l'Osasuna a Pamplona.
Nella stagione 2006-2007 vestì la maglia della Real Sociedad Deportiva Alcalá, prima di passare al Club Polideportivo Villarrobledo.
Giocò per due stagioni con il club di Villarrobledo e si ritirò nel 2009.

## Palmarès

### Giocatore

#### Club

##### Competizioni nazionali
- Segunda División spagnola: 1

Atlético Madrid: 2001-2002
- Coppa di Spagna: 1

Real Saragozza: 2003-2004